# Muzaffar Aghamalizadeh
Muzaffar Aghamalizadeh (en azéri: Müzəffər Məhəmməd İbrahim oğlu Ağamalızadə; né le 23 janvier 1940 à Bakou) est un flûtiste azéri, professeur, artiste du peuple de la République d'Azerbaïdjan (2005).

## Biographie
Muzaffar Muhammad Ibrahim oghlu Aghamalizade est né le 23 janvier 1940 à Bakou dans une famille d'ouvriers. Il est diplômé de l'école de musique près du Conservatoire d'État d'Azerbaïdjan. Plus tard, entre 1958 et 1960, il commencé à se produire dans l'Orchestre symphonique de l'Théâtre national académique azerbaïdjanais d'opéra et de ballet. Durant cette période, il participé aux journées de la culture azerbaïdjanaise à Moscou (1959). Entre 1959 et 1964, il entre dans la classe de flûte du Conservatoire d'État d'Azerbaïdjan du nom d'Uzeyir Hadjibeyov  et obtient les qualifications de soliste d'orchestre et de professeur. Entre 1960 et 1963, il obtient les premiers diplômes des concours organisés en Azerbaïdjan et à Léningrad.

## Activité professionnelle
Au cours des années 1961 et 1972, il est musicien de l'Orchestre symphonique d’État d’Azerbaïdjan du nom d'Uzeyir Hajibeyov et depuis 1970, il travaille comme interprète d'un quintette d'instruments à vent. À partir de 1965, il est professeur au collège de musique Asaf Zeynally et, de 1972 à 1975, il travaille dans l'Orchestre de chambre d'État d'Azerbaïdjan Gara Garayev.
En 1975-1978, Muzaffar Aghamalizade est en mission par le ministère de la Culture de l'Union soviétique au Conservatoire municipal (d'État) d'Alger, où il enseigne et poursuit son travail de soliste dans l'orchestre du conservatoire.
Les activités pédagogiques de l'artiste se poursuivent à Bakou en 1979. Ainsi, entre 1979 et 1984, il enseigne au collège Asaf Zeynalli et à partir de 1979, il travaille au département de vent et de percussions du Conservatoire d'État d'Azerbaïdjan.
Entre 1972 et 1992, il donne des concerts dans de nombreuses villes de l'Azerbaïdjan et de l'Union soviétique avec le quintette à vent qu'il a créé et dirigé. En outre, à son initiative, les œuvres de compositeurs azerbaïdjanais et mondiaux sont enregistrées au sein du Conseil national de la télévision et de la radio de la République d'Azerbaïdjan. Muzaffar Aghamalizade revient à l'Orchestre Symphonique d'État d'Azerbaïdjan en 1984 à la demande du remarquable chef d'orchestre Niyazi.
Le 29 janvier 2020, un programme de concerts dédié au 80e anniversaire de la naissance de Muzaffar Aghamalizade a eu lieu au Théâtre Philharmonique académique d'État d'Azerbaïdjan du nom de M. Magomayev.